# Vocapia Research
Vocapia Research, antes Vecsys Research, é uma empresa de alta tecnologia de pesquisa e desenvolvimento (P&D), especializada no desenvolvimento de tecnologias para o processamento de fala, voltadas para a transcrição automática da fala (reconhecimento de fala), segmentação automática de áudio e identificação da língua e de locutores. Vocapia Research desenvolve motores de transcrição multilíngue de documentos de radiodifusão (rádio, TV, podcasts) ou de fala conversacional.
Vocapia é uma fornecedora de software e serviços para monitoramento e análise de meios de comunicação, transcrição de cursos e seminários, legendagem de vídeos e transcrição de conferências telefônicas. 
Vocapia Research está situada no pólo científico do Plateau de Saclay, França.

## Produtos
VoxSigma (em inglês) é o principal produto da Vocapia Research. Essa suíte de software é destinada ao reconhecimento de fala dos tipos conversacional ou de radiodifusão. VoxSigma é comercializado sob a forma de uma aplicação independente ou como um serviço Web.
Vocapia Research oferece suporte para as seguintes línguas: Alemão, Árabe, Espanhol, Finlandês, Francês, Grego, Holandês, Inglês, Italiano, Lituano, Mandarim, Polonês, Português (Brasileiro e Europeu), Romeno, Russo, Turco.